# Josephine Skriver
Josephine Skriver (Copenaghen, 14 aprile 1993) è una supermodella danese.

## Biografia
Nata, come anche suo fratello minore, tramite la fecondazione in vitro con trasferimento dell'embrione da un biologo marino e da una IT Analyst, i suoi genitori sono entrambi omosessuali e si sono conosciuti quando la madre ha messo un'inserzione su un giornale alla ricerca di un partner per poter avere dei figli.

## Carriera
All'età di 15 anni, mentre era a New York durante una trasferta della squadra di calcio nella quale giocava, viene scoperta da un model scout ma decide di finire gli studi prima di dedicarsi alla carriera di modella.

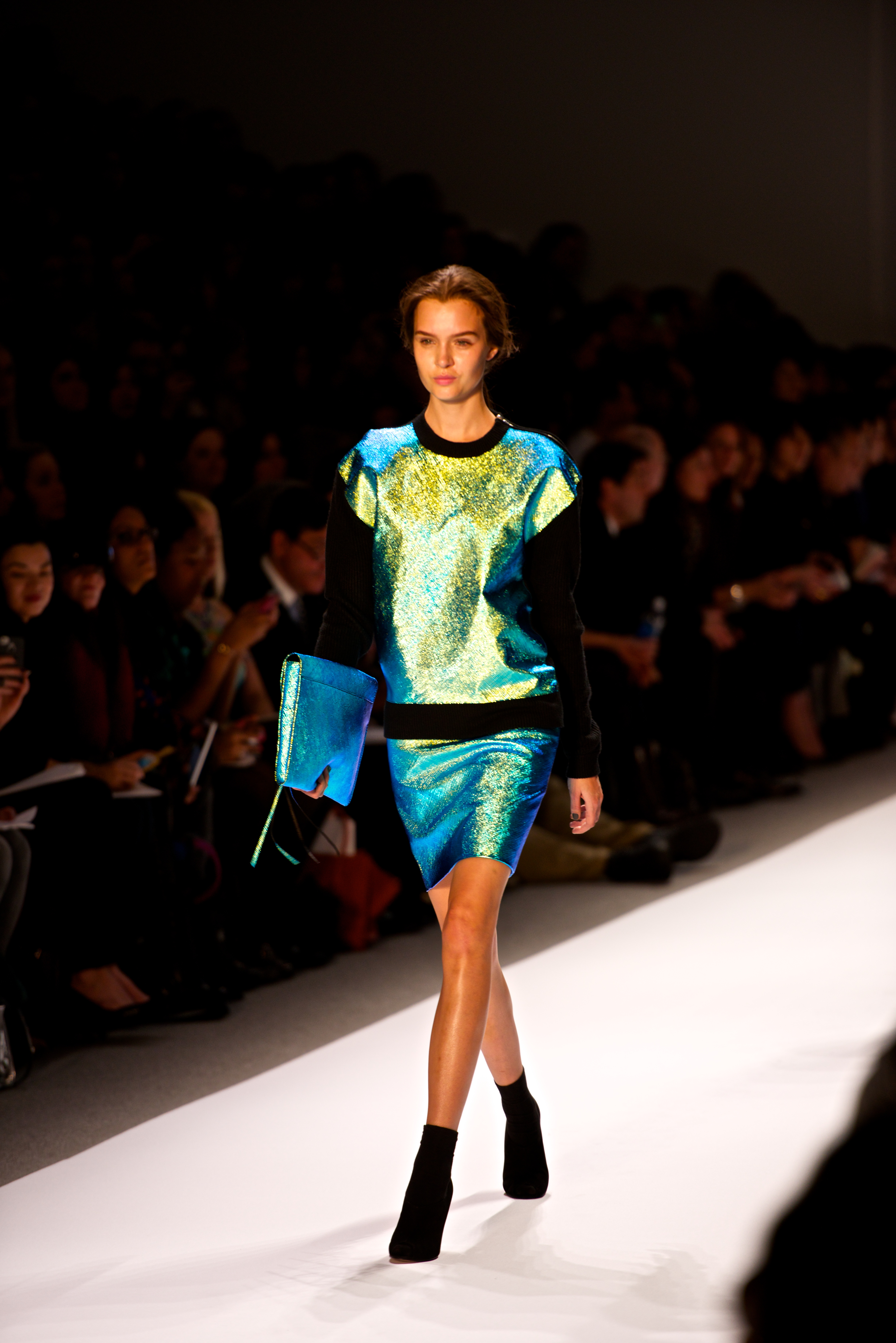
Josephine Skriver in passerella nel 2013

Nel 2010 entra a far parte della Marilyn Agency sfilando nel febbraio 2011 tra l'altro per Calvin Klein, Prada e Gucci; sempre nel 2011 posa per servizi di Vogue nelle edizioni tedesca a maggio e novembre, quindi nel 2012 appare a febbraio nell'edizione russa e a marzo in quella cinese. Sempre nel 2012 posa per Salvatore Ferragamo.
Ha sfilato per Chanel, Balenciaga, Yves Saint Laurent, Givenchy e Max Mara, posando per l'edizione italiana di Vogue. Nel gennaio 2017 appare sulla copertina dell'edizione spagnola di Vogue. Nell'aprile 2018 viene scelta come testimonial della Maybelline, al fianco di modelle come Emily DiDonato, Adriana Lima e molte altre.

### Victoria's Secret
Dal 2013 sfila per Victoria's Secret. Nel febbraio 2016 diventa ufficialmente uno degli Angeli. Nel novembre dello stesso anno viene scelta per indossare durante lo show il completo Swarovski realizzato con 450.000 cristalli tra cui diamanti taglio baguette, smeraldi e altre pietre preziose, anche gli stivali, firmati Brian Atwood sono stati decorati con 163 cristalli.

## LGBT
La Skriver in numerose occasioni ha parlato candidamente dei diritti LGBT e ha discusso apertamente della propria educazione con entrambi i genitori omosessuali.
Nel 2015, la Skriver è stata nominata ambasciatrice delle celebrità per il Family Equality Council e il suo programma di diffusione, che mira a sensibilizzare le famiglie LGBTQ.

## Vita privata
Josephine ha una relazione con il musicista americano del gruppo The Cab Alexander DeLeon dal 2013.. Dopo essersi fidanzati ufficialmente nel novembre 2018, la coppia si è sposata il 3 aprile 2022 a Cabo San Lucas, in Messico. Vivono insieme a Nashville, nel Tennessee.

## Agenzie
- Traffic Models - Barcellona e Madrid
- Elite Model Management - Milano e Parigi[1].
- Model Management - Amburgo
- Storm Management - Londra
- The Society Management - New York

## Campagne pubblicitarie
- Andrew Marc A/I (2014)
- Armani Exchange P/E (2014)
- Balmain A/I (2016)
- Blugirl P/E (2013)
- Bulgari Omnia Coral Fragrance (2012)
- DKNY (2013)
- DL1961 P/E (2014)
- G-Shock (2014)
- Golden Goose (2023)
- Gucci Cruise (2012)
- Hogan A/I (2016)
- Joe Fresh (2018)
- Joie P/E (2014) A/I (2015)
- Karen Millen P/E (2014)
- Karl Lagerfeld P/E (2017)
- Louis Quatorze A/I (2014)
- MAC (2012)
- Max Mara P/E (2012)
- MAX&Co. A/I (2012)
- Maybelline (2018;2021)
- Michael Kors A/I (2012)
- Pennyblack A/I (2014)
- Penshoppe P/E (2019)
- Pilgrim (2017)
- RE/DONE X ACLU (2018)
- Sam Edelman (2015)
- Santoni P/E (2013-2014)
- Shupette for Shu Uemura (2014)
- Solid & Striped Summer (2018)
- Tom Ford Neroli Portofino Fragrance (2014)
- Tommy Hilfiger Denim P/E (2014)
- TOPTEN P/E (2014)
- Tasaki P/E (2012)
- Victoria's Secret (2015)
- Victoria's Secret Angels (2016-presente)
- Versace Eros Flame Fragrance (2018)
- Yves Saint Laurent Beauty (2013)
- Zimmermann P/E (2015)